# Линдеман, Ханнес
Ха́ннес Ли́ндеман (28 декабря 1922 — 17 апреля 2015) — немецкий врач и мореплаватель. Совершил два одиночных плавания через Атлантический океан: в первый раз на выдолбленном из ствола красного дерева каяке, изготовленном им в Либерии, во второй — на пятиметровой байдарке Klepper Aerius II double, оборудованной двумя мачтами и аутригером Свои путешествия он описал в книге «Один в море» (англ. Alone at Sea). В одиночное плавание он отправился, продолжая и развивая исследования Тура Хейердала (Кон-Тики, 1947 г.) и Алена Бомбара (Еретик, 1952 г.), а также благодаря исследовательскому интересу: Линдеман хотел понять и проверить на себе, сможет ли человеческий разум и тело выжить в морских условиях при минимальных запасах еды и воды.

## Биография
- Бывший немецкий пехотинец, выпускник Гамбургской медицинской школы[5].
- С 1953 года работал штатным врачом во французском Марокко, затем в Либерии (Красный крест)[6]. В это время родился план его первого большого путешествия через Атлантику, как эксперимента по выживанию людей в океане и проверки применения аутотренинга[7].
- В 1955 году на выдолбленном судёнышке с минимумом запасов продовольствия и воды он совершил путешествие от мыса Пальмас на юге Либерии до Канарских островов. По пути он выходил на берег в Гане и марокканском порту Мазаган[7][6].
- В 1956 году совершил ещё один морской переход длиной в 3400 морских миль с мыса Лас-Пальмас до острова Св. Варфоломея на Малых Антильских островах[8].
- Впоследствии Линдеман обучал работников Красного Креста, был преподавателем по аутогенной тренировке и психической гигиене в Боннском университете, писал книги[9].
- Ханнес Линдеман умер 17 апреля 2015 года в возрасте 92 лет в Бонне[10].

## История путешествий
В 1952 году Линдеман в Касабланке встретился с французским врачом Аленом Бомбаром, который ранее совершил одиночное плавание в открытом океане. Эта встреча, по словам Линдемана, изменила его жизнь, так как Бомбар утверждал, что в океане можно утолять жажду солёной морской водой. Линдеман возражал и позже решил проверить это на собственном опыте.
В 1955 году, выйдя из Либерии на выдолбленном небольшом судне длиной 7,7 метра и весом 600 кг, взяв компас и минимум запасов продовольствия и воды, он со второй попытки за 65 дней пересёк Атлантический океан — от Лас-Пальмас до Гаити, куда, по его словам, он добрался «скорее мёртвым, чем живым».
20 октября 1956 года 33-летний доктор отправился во второе путешествие, в этот раз на складной байдарке Klepper длиной 5,2 метра и весом около 25 кг и преодолел 3400 морских миль от мыса Лас-Пальмас до острова Св. Варфоломея на Малых Антильских островах. В то время это был мировой рекорд одиночного плавания в открытом океане. От недостатка сна доктор страдал больше, чем от голода (он потерял около 5 кг), так как испытывал акустические и оптические галлюцинации. Волны дважды опрокидывали его лодку, он потерял руль на последнем участке перехода, вручную ремонтировал парус и на 72-й день добрался до пункта назначения.
На байдарке он отошёл от Канарских островов и взял курс на Карибские острова. Грёб он довольно редко, хотя ему пришлось использовать весло, когда сломался руль. Он взял с собой 70 килограммов припасов, большую часть которых составляли консервированные продукты. Однако, из-за того, что байдарка оказалась перегруженной, ему пришлось избавиться от части припасов, выкинув их за борт. Пойманная рыба помогала ему разнообразить рацион, запасы воды пополняла собранная дождевая вода. Переход на Сен-Мартен длиной в 4800 километров занял у него 72 дня.
Ближе к концу путешествия он попал в шторм с силой ветра в 8 и порывами до 9 баллов. В этот период он дважды переворачивался, преследуемый галлюцинациями, вызванными переутомлением и отсутствием сна. Иногда он впадал в тантрическое состояние или изменённое состояние сознания — чувствовал себя в полной безопасности в промокшей насквозь байдарке, несмотря на многодневные шторма, бушующие вокруг. Он признался, что в этой опасной для жизни ситуации сознание сдалось значительно раньше тела (а также его лодки). Чтобы успешно завершить второе путешествие, ему пришлось научиться переносить отсутствие сна и чаще проводить аутогенные упражнения. Последние он описал, как периоды молитвы, медитации, аутотренинга, перемежающихся укреплением подсознания с помощью положительных установок: «Я это сделаю» и «Держу курс на запад».
Его книга «Один в океане», в которой он описал свои путешествия, стала основой для рекомендаций Всемирной морской организации здравоохранения. Американское космическое агентство НАСА, которое планировало приводнение астронавтов в океане, также включило его рекомендации в инструкции для выживания.
В серии статей и книг (104 публикации) он описал опыт путешествия в океане и технику аутотренинга. Также Линдеман настоятельно призывал людей не пытаться повторять его эксперимент, так как «это определенно игра со смертью — и история предпринятых до сих пор попыток показала, что смерть почти всегда побеждает».
На основании собственного опыта Линдеман заключил, что Ален Бомбар во время плавания два раза пополнял запасы пресной воды и провизии, без этого он не смог бы выжить на солёной воде и рыбе, как описывал в своей книгеБад-Годесберг.
В настоящее время его складная лодка выставлена в Немецком музее в Мюнхене.

## В искусстве
О путешествиях Линдемана был снят документальный фильм «Доктор Ханнес Линдеман возвращается домой после плавания по Атлантике на каноэ», 1956 год", в 2004 году — поставлен документальный радиоспектакль «На складной лодке через Атлантику» (режиссёр Георг Ролофф).